# Marcus Olgers
Marcus Olgers (1974) is een Nederlands pianist en componist, actief in de pop-, de jazz- en de theaterwereld. Hij studeerde aan het Conservatorium van Amsterdam. Als sessiemuzikant werkte hij met artiesten als Ilse DeLange, Mathilde Santing, Do, Loïs lane, Trijntje Oosterhuis, Edsilia Rombley, 3JS en het Metropole Orkest. Hij produceerde de albums Green en Dreams & Schemes & Parades van Sarah Fairfield en muziek voor televisie en film. Hij was gastdocent aan de conservatoria van Amsterdam, Enschede, Rotterdam, Alkmaar en Groningen.
In 2007 verscheen zijn album Hiding in the hinterland, een filmische hybride van jazz, klassieke en elektronische muziek.
Op 6 juni 2025 verscheen Olgers zijn album ‘Lifelines’ een album welke gaat over connecties tussen mensen, muziek en momenten. 